# Nicole Grünewald
Nicole Marianne Grünewald (* 1. Februar 1973 in Köln) ist eine deutsche Kommunikationswissenschaftlerin und mittelständische Unternehmerin. Sie ist seit Anfang 2020 Präsidentin der Industrie- und Handelskammer zu Köln.

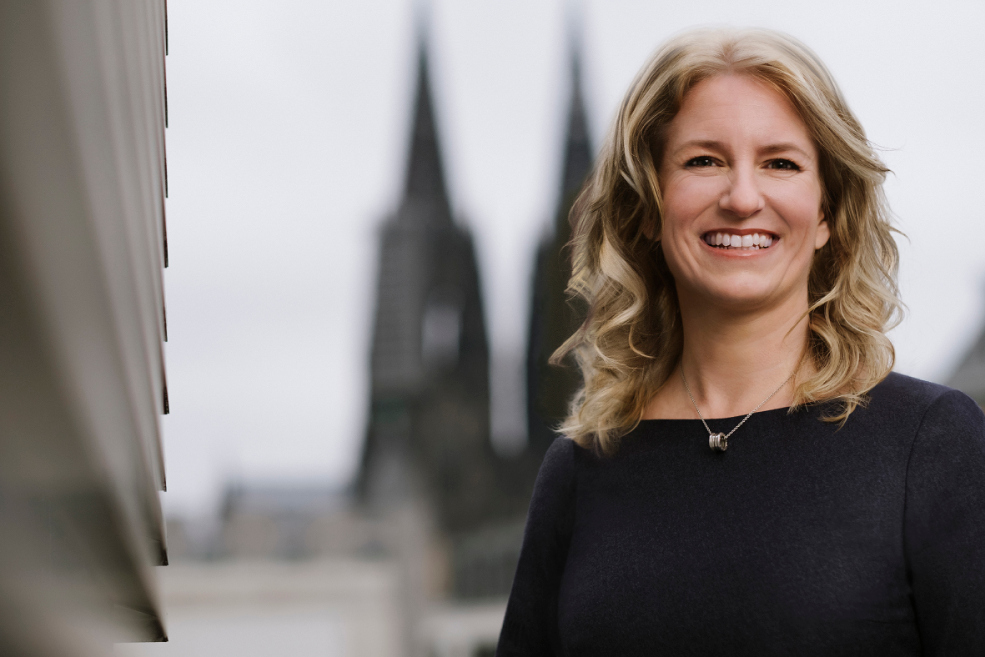
Nicole Grünewald (2020)

## Leben
Grünewald ist die Tochter einer Religionslehrerin und eines Konzernanwalts. Sie besuchte die Erzbischöfliche Liebfrauenschule Köln und studierte Publizistik / Kommunikationswissenschaft, Anglistik und Germanistik an der zu der Zeit unter Westfälische Wilhelms-Universität firmierenden Universität Münster, wo ihre Promotion 2008 im Fach Kommunikationswissenschaft mit einer Arbeit zum Thema Markenbildung in der Politik am Beispiel der SPD erfolgte. Sie zeigte anhand einer Analyse von SPD-Wahlplakaten, dass es bereits seit den 1960er Jahren zur Ausprägung von Politikmarken, das heißt zu Parteien- und Politikermarken, gekommen ist. und argumentiert, dass bei Bundestagswahlen die Kommunikation über „die politische Richtung, die das Land in den darauffolgenden Jahren einschlagen wird“, nicht professionell genug gestaltet werde.
Bereits während des Studiums arbeitete sie in Werbeagenturen. Ab 1993 betreute sie Wahlkämpfe von Politikern und politischen Parteien. 1998 gründete sie zusammen mit Jörg Lentz die Werbeagentur The Vision Company in Köln, die sie inzwischen (Stand 2020) als alleinige geschäftsführende Gesellschafterin führt.
Seit 2000 engagiert sich Grünewald ehrenamtlich bei der IHK Köln, zunächst bei den Wirtschaftsjunioren, anschließend in wechselnden Funktionen. In den Jahren 2010 bis 2015 war sie Vizepräsidentin und initiierte 2012 den „Frauen-Business-Tag“, außerdem ist sie seit 2011 Sprecherin des Netzwerks Mittelstand und gehört seit 2009 der Vollversammlung der Kammer an. Bei der Wahl zum Präsidenten 2015 unterlag sie im zweiten Wahlgang Werner Görg, dem Aufsichtsratsvorsitzenden des Gothaer Versicherungskonzerns.
Im Vorfeld der Wahl zur Vollversammlung 2019 war sie Mitinitiatorin der Initiative New Kammer, einem Bündnis aus Unternehmerinnen und Unternehmern der Region, die sich für Reformen in der über 200 Jahre alten Institution einsetzten – zu den Forderungen gehörten mehr Transparenz, schnellere Digitalisierung und Senkung der Pflichtbeiträge für Unternehmen.
Im Januar 2020 trat sie erneut bei der Präsidentschaftswahl gegen Werner Görg an und wurde diesmal von der Vollversammlung zur ersten Präsidentin in der Geschichte der Industrie- und Handelskammer zu Köln gewählt. Mit ihrer Wahl habe sich eine der spektakulärsten Verwandlungen in Kölns Wirtschaft und Gesellschaft und in der mehr als 200-jährigen Geschichte der IHK vollzogen, so der Historiker Werner Schäfke. Im Januar 2021 wurde sie außerdem in den Vorstand des Deutschen Industrie- und Handelskammertags (nach Änderung des IHK-Gesetzes: ins Präsidium der Deutschen Industrie- und Handelskammer) gewählt. Ebenso war sie von 2021 bis Ende Oktober 2023 Vizepräsidentin der IHK NRW. Am 28. Oktober 2023 kündigte die IHK Köln ihre Mitgliedschaft bei IHK NRW fristlos. In diesem Zuge legte Grünewald ihr Amt als Vizepräsidentin nieder.
Grünewald ist seit 2017 „Wirtschaftsbotschafterin“ der Stadt Köln. Sie ist Aufsichtsratsmitglied bei der Koelnmesse, stellvertretendes Mitglied im WDR-Rundfunkrat, Vorstandsvorsitzende der Stiftung Rheinisch-Westfälisches Wirtschaftsarchiv zu Köln, Vorstandsvorsitzende des Vereins für Wirtschaftsrecht e.V. Köln und Sprecherin des Netzwerks Mittelstand der IHK Köln.
Grünewald wurde am 28. Januar 2025 von der Vollversammlung ohne Gegenkandidat mit 74 von 83 Stimmen erneut zur Präsidentin der IHK Köln gewählt.

## Auszeichnungen
- 2014: Vorbildunternehmerin der Initiative „Frauen unternehmen“ des Bundeswirtschaftsministeriums[29]

## Publikationen
- Keine Angst vor Politikmarken! Evolution und Enttabuisierung eines gesellschaftlichen Phänomens. (Zugleich Dissertation, Münster (Westfalen), 2008) (= Schriftenreihe Kommunikation in Politik und Wirtschaft. Band 1, Nr. 1). 1. Auflage. Nomos, Baden-Baden 2009, ISBN 978-3-8329-4205-2.